# Gaspard Jean-Baptiste de Brunet
Gaspard Jean-Baptiste de Brunet (14. června 1734 ve Valensole, departement Basses-Alpes - 15. listopadu 1793 v Paříži) byl général de division za Velké francouzské revoluce gilotinovaný za Hrůzovlády.

## Životopis
Gaspard Jean-Baptiste de Brunet byl synem statkáře Jean-Baptiste de Brunet, kapitána dragounů, guvernéra Manosque, rytíře Řádu svatého Ludvíka a Anny Rose de Salve. Jeho synem byl generál Jean-Baptiste Brunet.
Svou vojenskou kariéru začal v roce 1755 u královského dělostřelectva, ale v listopadu téhož roku vstoupil jako poručík do pluku Gardes-Lorraine.
Během sedmileté války sloužil poprvé v Německu v letech 1757-1758. Dne 31. března 1750 byl povýšen na kapitána a 13. května téhož roku jmenován pobočníkem (zástupcem náčelníka štábu pluku). V letech 1761-1762 opět zastával velení vojska v bojích v Německu.
Dne 2. března 1773 se stal rytířem Řádu svatého Ludvíka.
Dne 4. července 1777 se stal velitelem granátnické roty a dne 1. října téhož roku velitelem střelecké roty. Od 26. března 1778 zastával místo majora (náčelníka štábu pluku) v „Régiment provincial d'Auxonne“. Dne 6. dubna 1779 byl povýšen na podplukovníka.
V letech 1790-1791 byl správcem departementu Basses-Alpes a generálním velitelem Národní gardy v departementu. Poté, co byl povýšen na maréchal de camp, opustil 1. března 1791 službu.
Do aktivní služby byl povolán generálemMontesquiou 18. září 1782 a umístěn pod velení generála d'Anselma, kde převzal předvoj pravého křídla Armée d'Italie. Tímto se zapojil do tažení v Savojsku a prozatímně převzal během nepřítomnosti d'Anselma v období od 24. prosince 1792 do 6. února 1793 vrchní velení armády.
Dne 14. února zaútočil se svými jednotkami na opevnění Sospelu, za což byl pochválen ministrem války Beurnonvillem.
Ve dnech 1. a 2. března se zmocnil silně opevněného města Belvédère a pronásledoval 5000 piemontských vojáků a jejich podpůrné dělostřelectvo. Podařilo se mu zajmout 200 zajatců a ukořistit dvě děla. V březnu 1793 byl povýšen na generálmajora. Jménem generála Birona opět působil v období od 5. května do 8. srpna 1793 jako vrchní velitel Armée d'Italie. Potvrzení ve funkci provedl Národním konvent dne 26. května 1793. Byl podřízen generálovi Kellermannovi, který vedl Armée des Alpes.
Dne 8. června postoupil proti sardinským jednotkám v Camp des Fourches v Massif de l'Authion a zatlačil je zpět k úpatí Col de Turini. Ale když 17. července zahájil nový útok proti Saorge, setkal se s tak prudkým odporem, že musel s těžkými ztrátami ustoupit. Jakobínský klub v Paříži ho následně obvinil ze zrady a tvrdil, že Brunet byl zapojen do kapitulace Toulonu do rukou Angličanům.
Svá obvinění podpořili údajnými znalostmi o kontaktech, které měl s bývalým ministerským prokurátorem ve Varu, a také jeho odmítnutím podporovat zástupce lidu v tomto departementu.
Ve velení byl uvolněn generálem Carteauxem. Dne 6. srpna 1793 Barras a Fréron vydali zatykač. Dne 8. srpna byl Brunet umístěn do věznice Abbaye v Saint-Germain.
Dne 10. září 1793 byl zbaven hodnosti generála a 8. září 1793 byl přeložen do Conciergerie. Dne 14. listopadu byl odsouzen k trestu smrti z následujících důvodů:
1. Odmítl uposlechnout rozkazy poslanců Konventu Barrase a Frérona a poslat části své armády do Toulonu, když se ukázala zrada města.
2. Navázal korespondenci s povstaleckými výbory v Lyonu a Marseille

Dne 15. listopadu 1793 byl popraven gilotinou.
Jeho jméno se nachází na jižním pilíři Vítězného oblouku v Paříži.